# Isla Grande de Tierra del Fuego
La isla Grande de Tierra del Fuego está ubicada en el extremo sur de América, continente del que está separada por el estrecho de Magallanes. Por superficie, es la 29.ª isla del mundo y la mayor, con diferencia, de las islas del gran archipiélago fueguino. Limita con el canal Beagle al sur, el océano Atlántico al este, y el océano Pacífico al oeste.
Esta isla es compartida por Argentina y Chile, países a los que les corresponde la parte oriental y occidental, respectivamente. 20.698 km², según datos del IGN, pertenecen a la Argentina con el 38,57% del total, mientras que 27.294 km² pertenecen a Chile con el 61,43% de la superficie de la isla. La parte argentina de la isla corresponde a la provincia de Tierra del Fuego, Antártida e Islas del Atlántico Sur, cuya capital es la ciudad de Ushuaia. El sector chileno de la isla corresponde mayoritariamente a la provincia de Tierra del Fuego, perteneciente a la región de Magallanes y de la Antártica Chilena; la capital de la referida provincia es Porvenir. El resto de la sección chilena de la isla corresponde a la provincia Antártica Chilena, perteneciente también a la referida región.

## Geografía y relieve

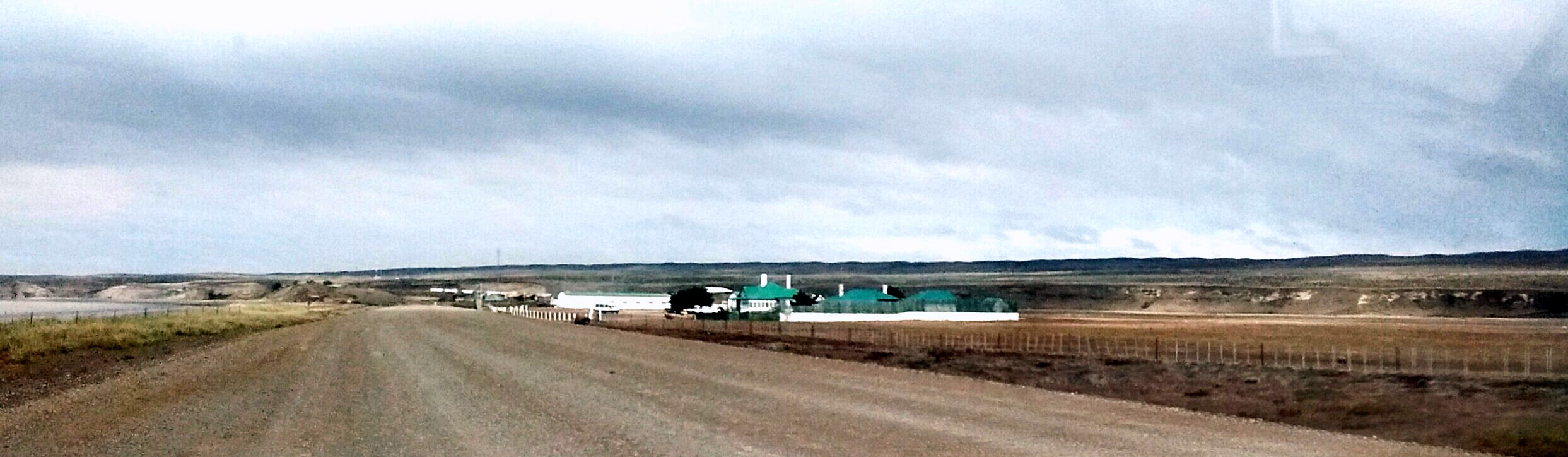
Estancia San Martín junto a la bahía San Sebastián. Dicha zona presenta suaves lomas y planicies.

La Isla Grande de Tierra del Fuego posee dos sectores bien diferenciados, los dos tercios septentrionales están formados por mesetas y llanuras suavemente onduladas. El sur está ocupado por la terminación austral de la cordillera de los Andes, que tiene aquí orientación este-oeste. Su territorio es de 47 992 km². La cordillera Darwin en el sector (chileno) sudoeste, cuenta con los puntos más altos de la isla. De ellos el monte Shipton con 2469 m s. n. m., es el más alto.
En las vertientes más elevadas y menos soleadas de los cordones montañosos se desarrollan numerosos glaciares. Estos pueden llegar en algunos casos a descender al nivel del mar, en el caso de los que se desprenden de la cordillera Darwin hacia el sur, como por ejemplo el glaciar Pía sobre el canal Beagle.
En el fondo de los valles se ubican lagos y lagunas de origen glaciario como los lagos Fagnano y Yehuin. Las condiciones climáticas favorecen el abundante desarrollo de turbales en casi toda la isla, especialmente en los ambientes más húmedos de la mitad austral. Las costas meridionales, en donde los Andes están en contacto con los canales del océano Pacífico, son elevadas y muy accidentadas, existiendo numerosos fiordos. Las costas septentrionales, por contrapartida, son poco accidentadas, llamando la atención la casi circular bahía de San Sebastián y la bahía Inútil.

### Puntos extremos
Su extremo norte se ubica aproximadamente en el paralelo 52°30′ S —(Punta Anegada, Chile). Como extremo sur, la página web del Instituto Geográfico Nacional argentino indica el cabo San Pío en Argentina. Sin embargo, la página web de la Subsecretaría de Catastro de Tierra del Fuego señala que la punta Falsa se halla aún más al sur que el cabo San Pío.

### Hidrografía

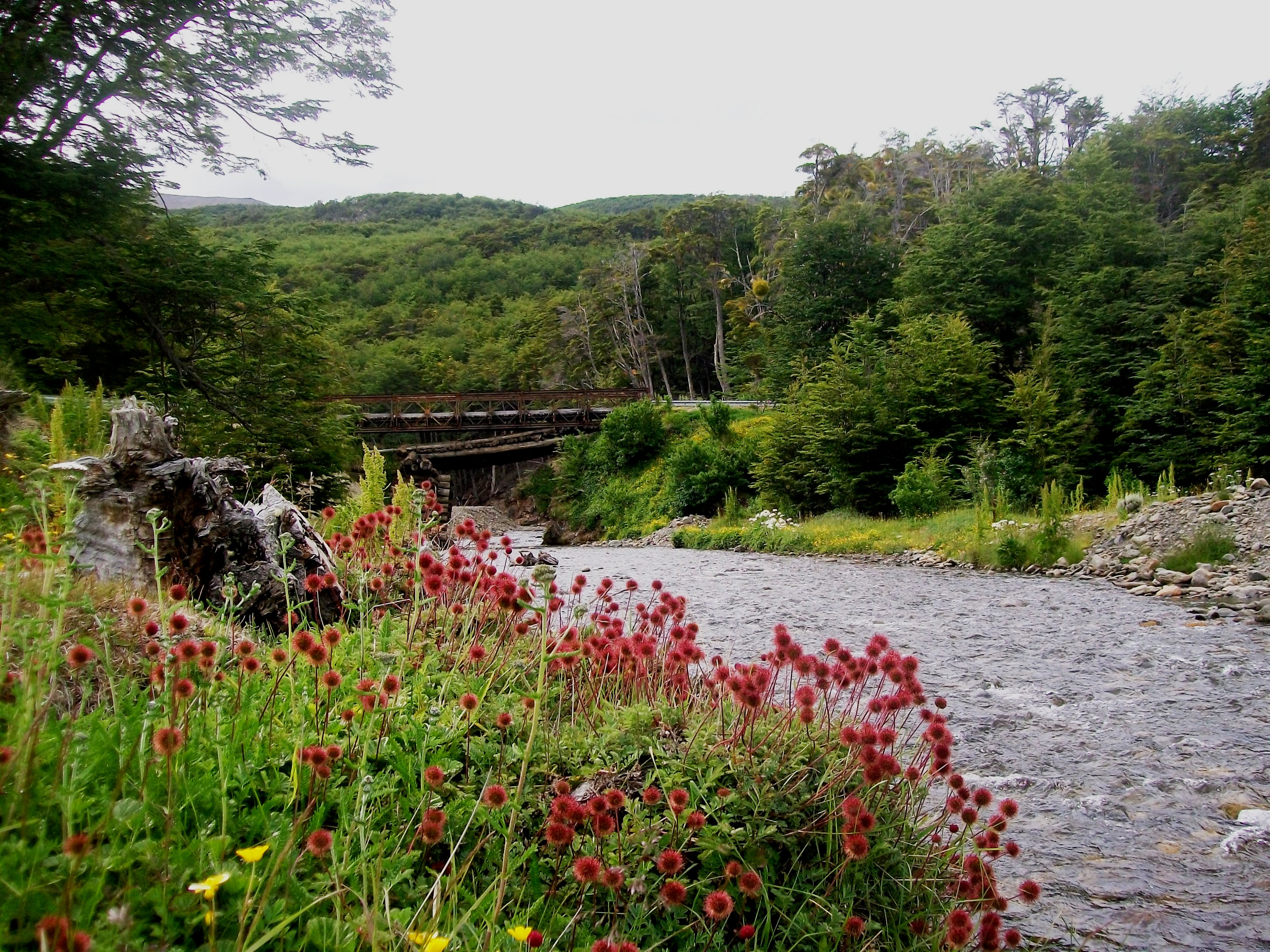
Vista del puente sobre el río Almanza en su desembocadura al canal Beagle.

La isla tiene en su centro, o desde su centro, varias cuencas hidrográficas binacionales y mayores en superficie de drenaje que son, de norte a sur, la cuenca del río San Martín (Tierra del Fuego), la cuenca del Río Chico (Tierra del Fuego), la cuenca del río Grande (con cerca de 8400 km² la mayor de todas en la isla,: 16 ) y en la parte sur del centro de la isla la cuenca del río Azopardo que incluye al lago Fagnano, que es, de las cuencas centrales, la única que desemboca en el océano Pacífico.
En torno a esas cuencas centrales se desarrollan ríos de corto trayecto que desfogan en el océano más cercano y que a veces bordean sin drenar zonas que se pueden caracterizar como endorreicas o que fluyen hasta el mar solo en tiempos de gran escorrentía. Algunos de los ríos que llegan hasta el mar son, desde el extremo norte de la isla y girando en el sentido de los punteros del reloj y dejando de lado a los que no tienen nombre: río Side, río Calafate, río Cullen, arroyo Gama y otros en la costa atlántica. Ya desembocando en el canal Beagle encontramos río Lasifashaj, río Olivia, río Ajej, río Lapataia y el río Yendegaia que nace y desemboca al oeste de la frontera internacional. 
Siguiendo el recorrido se llega hasta la costa sur de una larga península en dirección este-oeste que es la cordillera Darwin, con sus numerosos glaciares que desaguan por el sur en el canal Beagle y por el norte en el fiordo Almirantazgo. En el extremo del fiordo desembocan el río Azopardo, el río Fontaine y el río de Veer. En la costa norte del fiordo el río Paralelo. Continuando la rotación, desembocan en la bahía Inútil o en el canal Whiteside: el río Caleta, el río Grande (Whiteside), el río Nogueira, río McClelland, el río Marazzi, el río Nuevo (Bahía Inútil), el río Discordia, y el río Rosario (Bahía Inútil). Al norte de bahía Inútil, otra vez en el canal Whiteside desembocan el río Santa María (Bahía Inútil), el río Porvenir (que abastece de agua potable a la ciudad homónima), el arroyo de La Puerta y el Río de Los Palos. Finalmente, ya en el estrecho de Magallanes desembocan el arroyo Rogers, el río del Oro (Bahía San Felipe), el arroyo Cortado y el Río Oscar que es el último conocido al oeste de primera Angostura que es el punto más septetrional de la isla.
Los lagos mayores son el lago Lynch, el binacional lago Fagnano y el lago Blanco (Tierra del Fuego). También existen en la isla cuencas endorreicas, como por ejemplo las que tienen su plano de equilibrio entre la ciudad de Porvenir y la bahía Gente Grande, por ejemplo la laguna Deseada o las que existen en torno a la ciudad de Río Grande.
Al lado oeste, todas las cuencas hidrográficas pertenecen al ítem 128 del inventario de cuencas de Chile y al lado este pertenecen al ítem 73 "cuencas varias de Tierra del Fuego" con excepción de la cuenca del lago Fagnano, la número 82.

### Geología

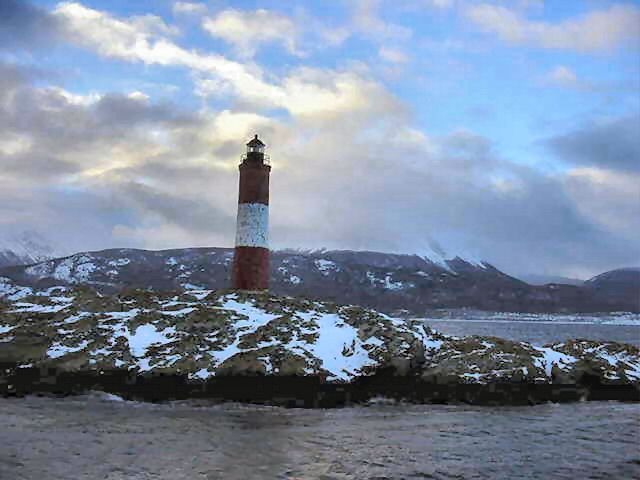
Faro Les Eclaireurs, en una isla al frente de la isla Grande de Tierra del Fuego, Argentina.

Las rocas expuestas en la Isla Grande de Tierra del Fuego revelan una compleja historia geológica, caracterizada por tres etapas tectónicas principales:
1. Durante el Jurásico Tardío al Cretácico Temprano (150-100 millones de años -Ma-), el margen sudoccidental del supercontinente Gondwana se vio sujeto a esfuerzos extensionales de la corteza terrestre. Estos derivaron en el desarrollo de una cuenca sedimentaria angosta y elongada, de orientación NO-SE (en coordenadas actuales). Esta cuenca estaba limitada al este por un arco de islas volcánicas que le aportaban continuamente sedimentos, mientras que por el margen opuesto estaba presente la masa continental del supercontinente Gondwana, que comenzaba a fragmentarse globalmente dando lugar en este caso al continente de América del Sur.[9][10] La configuración de la cuenca asemejaba a lo que hoy se conoce como mar de Japón, limitado a un lado por la isla volcánica de Japón y al otro por el continente asiático. Esta cuenca recibió, como se ha dicho, abundantes sedimentos provenientes principalmente del arco volcánico, que la fueron rellenando en ambientes marinos relativamente profundos. Las condiciones de anoxia en el fondo marino y una relativa proliferación de organismos que al morir constituían un aporte elevado de materia orgánica al relleno de la cuenca, fueron condiciones favorables para que en la actualidad ese relleno sedimentario constituya la principal roca generadora de hidrocarburos de la cuenca Austral.[11]
2. La segunda etapa en la historia geológica de Tierra del Fuego resultó de un cambio drástico en el comportamiento de las placas tectónicas involucradas en la región a partir del Cretácico Tardío (100 Ma) y hasta el Mioceno temprano (aprox. 16 Ma), que provocaron que la corteza comenzara a comprimirse e implicaron el progresivo cierre de la cuenca marina. De esta manera, el arco de islas volcánicas comenzó a trasladarse hacia el NE, acercándose al borde continental de la cuenca, comprimiendo el relleno sedimentario de la misma. Esta etapa dio como resultado la formación de los Andes Fueguinos, donde se pueden apreciar espesas sucesiones de rocas sedimentarias que, habiendo formado parte del fondo marino, están expuestas a cientos de metros de altitud sobre el nivel del mar.[12] Un claro ejemplo de este fenómeno puede apreciarse en el Monte Olivia, donde al mirar con atención se observan numerosos pliegues en las capas sedimentarias. El cierre de la cuenca implicó un acortamiento y ensanchamiento de la corteza, manifestado por la formación de una cadena montañosa notoria. La deformación se propagó más allá del actual frente montañoso, ocupando casi los dos tercios australes de la Isla.[13][14] El peso de semejante masa produjo el hundimiento parcial de la corteza terrestre en el entorno adyacente a la cadena montañosa, formándose así una cuenca de antepaís, que lleva el nombre de cuenca Austral. Esta cuenca recibió una importante cantidad de sedimentos provenientes principalmente de la erosión de los Andes Fueguinos al tiempo que se iban levantando, además del continuo aporte del arco volcánico que continuaba activo. Una vez que la corteza terrestre dejó de comprimirse, culminó el ascenso y formación de los Andes Fueguinos y la cuenca Austral se terminó de rellenar durante el Mioceno.[15]
3. La tercera etapa tectónica comienza hace aproximadamente 10 Ma, en el Mioceno tardío, en que se forma el límite entre las placas Sudamericana y Scotia.[16] Este límite, que atraviesa los Andes Fueguinos en Tierra del Fuego, continúa activo en la actualidad y se manifiesta mediante la conocida "falla Fagnano-Magallanes",[17] responsable de la sismicidad activa en la región.[18]

Desde el Plioceno y durante el Cuaternario y hasta hace por lo menos entre 16 y 10 mil años, Tierra del Fuego se vio cubierta de extensos glaciares, cuya manifestación en el relieve aún se observa en la actualidad: antiguos valles glaciarios conforman hoy en día depresiones elongadas ocupadas por el mar (canal Beagle, seno Almirantazgo) o por agua dulce (lagos Fagnano, Blanco, Yehuin). Los depósitos de morrenas, kames, eskeres y drumlins asociados a la dinámica glaciaria cubrieron gran parte de los macizos rocosos de los Andes Fueguinos. Luego del deshielo, la isla comenzó a tomar su fisonomía actual; el deshielo de los glaciares generó importantes cursos fluviales, con sus depósitos glacifluviales asociados de grava y arena. Los valles fluviales asociados son ocupados en la actualidad por ríos de mucha menor magnitud, como el Grande y el San Pablo, y la mayor parte de los cursos fluviales que nacen en circos glaciarios o en lagunas de origen glaciaria. Durante el Pleistoceno, el nivel relativo del mar sufrió numerosas transgresiones y regresiones, asociadas a las sucesivas glaciaciones, hasta adquirir su posición actual durante el Holoceno (11 000 años a la actualidad), configurándose así la Isla Grande de Tierra del Fuego como la conocemos.

#### Sismicidad
La región responde a la falla Fagnano-Magallanes, un sistema regional de falla sismogénico, de orientación este-oeste que coincide con el límite transformante entre las placas Sudamericana (al norte) y Scotia (al sur), con sismicidad media; y su última expresión se produjo el 17 de diciembre de 1949 (75 años), a las 22.30 UTC-3, con una magnitud aproximadamente de 7,8 en la escala de Richter
La Defensa Civil municipal debe realizar simulacro de sismo; y advertir sobre escuchar - obedecer acerca de
Área de
- Media sismicidad con 7,8 Richter, con silencio sísmico de 75 años, otro de menor cimbronazo hace 15 años por el terremoto de Ushuaia de 2010 con 6,3 Richter

## Demografía

Isla Grande de Tierra del Fuego con la división política de los sectores argentino (hasta 2017) y chileno que corresponden a la Isla Grande de Tierra del Fuego.

La isla posee aproximadamente 200 mil habitantes, distribuidos de la siguiente manera:
| Sector        | Población | Porcentaje | Densidad |
| ------------- | --------- | ---------- | -------- |
| TDF Argentina | 190.641   | 95,8%      | 6,86     |
| TDF Chile     | 8.364     | 4,2%       | 0,20     |
| Total         | 199.005   | 100%       |          |

La población en territorio argentino es mayor debido al desarrollo y a los exitosos planes argentinos en materia turística e industrial para incentivar el asentamiento de personas allí.
Los principales centros poblados son:
- Río Grande (Argentina): 66 475 habitantes (2010)
- Ushuaia (Argentina): 56 593 habitantes (2010)
- Porvenir (Chile): 5 078 habitantes (2002)
- Tolhuin (Argentina): 2 626 habitantes (2010)
- San Sebastián (Argentina): 940 (2012)
- Cerro Sombrero (Chile): 687 habitantes (2002)
- Puerto Almanza (Argentina): 100 habitantes (2010)

Una parte de la población de la isla vivió en las estancias. El estado chileno arrendó por décadas extensas zonas de la isla para la crianza de ovejas, creando de esa manera los poblados de Gente Grande, Primavera, Caleta Josefina, San Sebastián, Bahía Felipe, Cameron y Vicuña.

## Flora

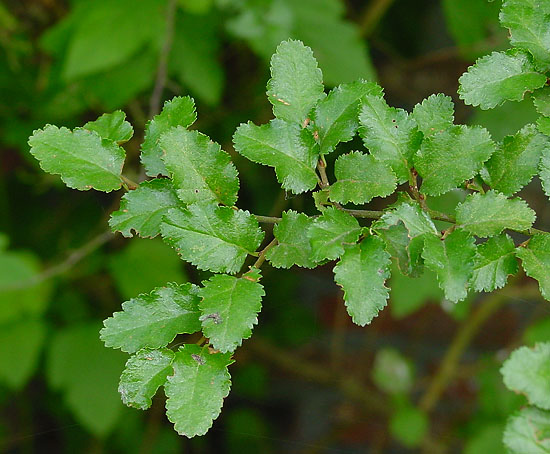
Ñirre (Nothofagus antarctica).

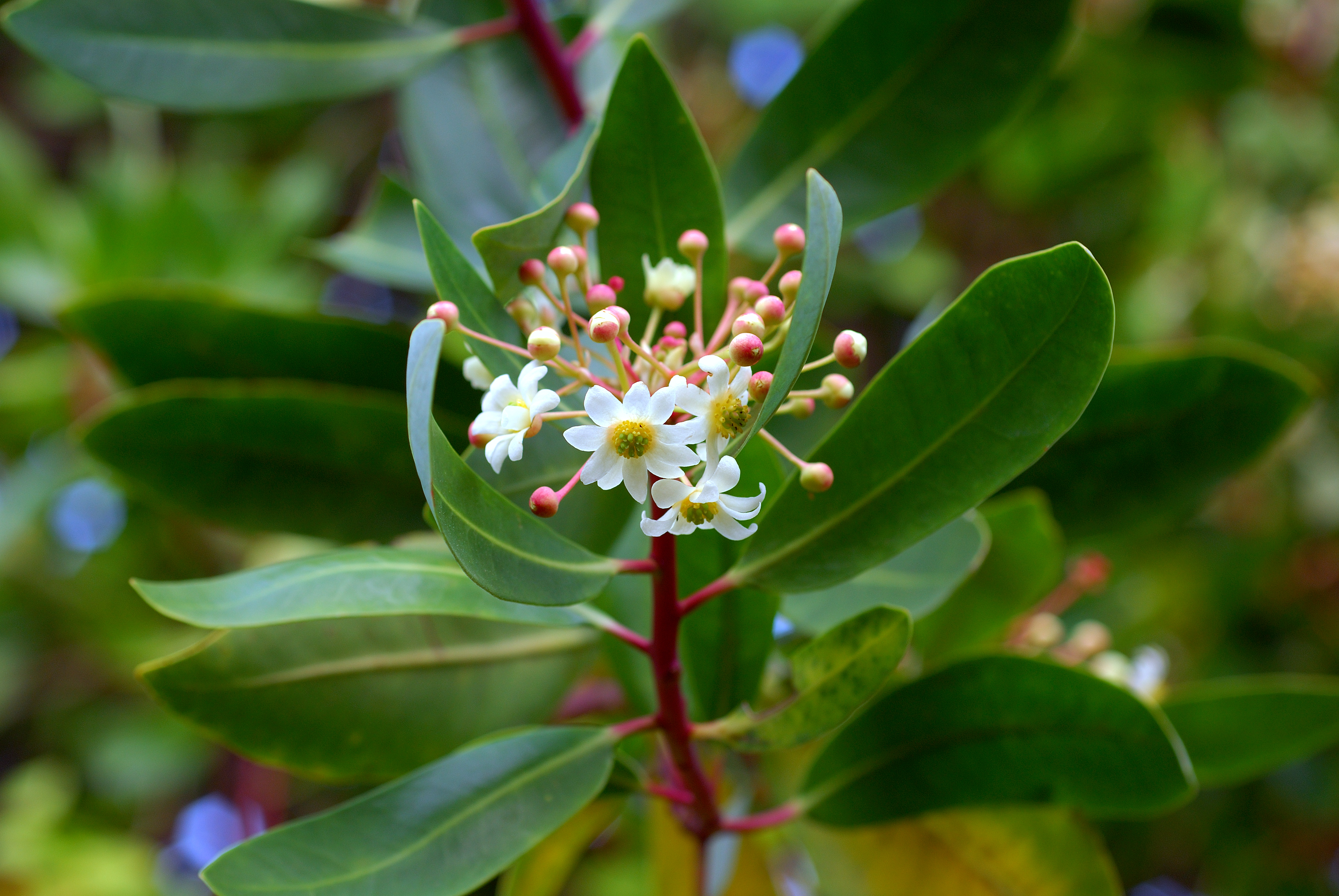
Flores de canelo (Drimys winteri).

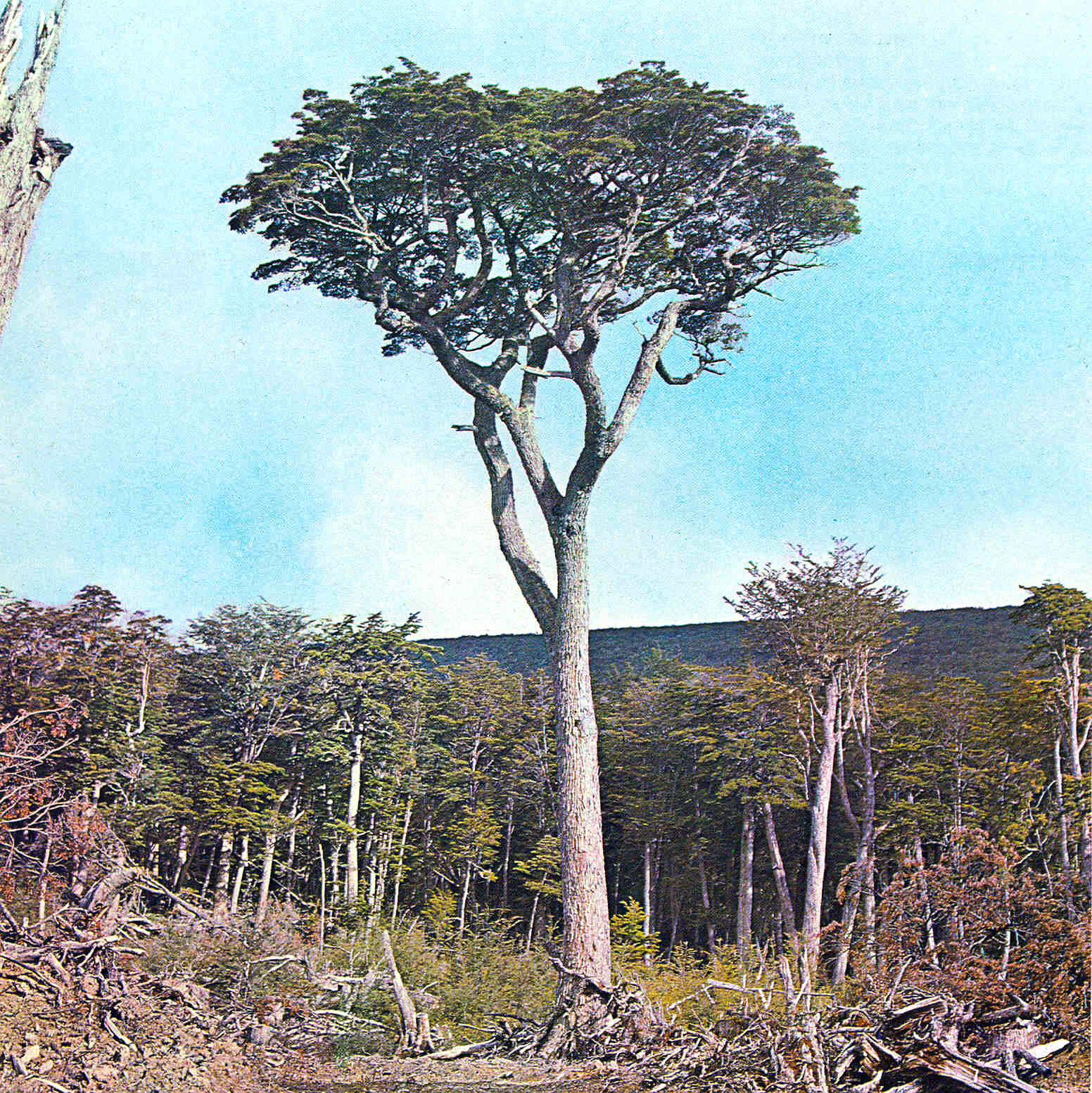
Guindo (Nothofagus betuloides).

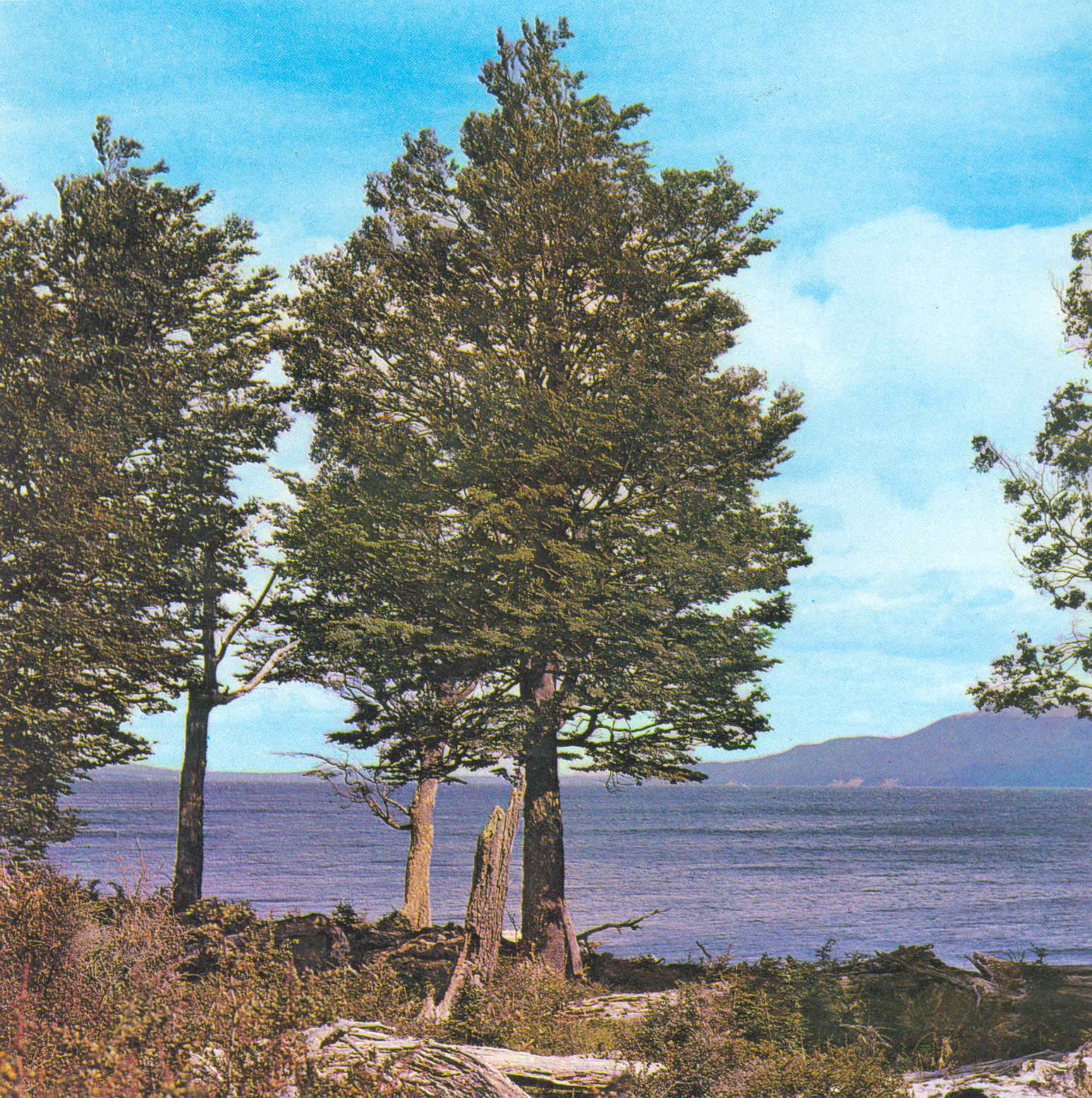
Lenga (Nothofagus pumilio).

Las llanuras del sector norte de la isla están cubiertas por estepas y semidesiertos frescos, donde domina una formación de tussok (coironales o estepa de coirón) cuya especie característica es la Festuca gracillima. Fitogeográficamente, pertenecen al distrito fitogeográfico patagónico fueguino de la provincia fitogeográfica Patagónica.
Las cumbres andinas presentan desiertos fríos que se incluyen en el distrito fitogeográfico altoandino austral de la provincia fitogeográfica Altoandina.
Solo el 30 % de la isla está cubierto por bosques los que pertenecen a la provincia fitogeográfica subantártica. Según las especies arbóreas dominantes, son clasificados en dos tipos; en los del distrito fitogeográfico subantártico magallánico dominan especies perennifolias, y si sitúan en las áreas próximas al nivel marino y de abundante precipitación. En las áreas más secas o de mayor altitud se encuentran los bosques del distrito fitogeográfico subantártico del bosque caducifolio, en los cuales dominan las especies caducifolias.
En los bosques de Tierra del Fuego se pueden encontrar 7 especies de árboles: canelo (Drimys winteri), leña dura Maytenus magellanica, el ciprés de las Guaitecas (Pilgerodendron uviferum) —la conífera más austral del mundo—, notro (Embothrium coccineum), y 3 especies de hayas australes; ñirre Nothofagus antarctica, lenga Nothofagus pumilio y el siempreverde coigüe de Magallanes Nothofagus betuloides. En los espacios abiertos de estos bosques crecen ciertos tipos de plantas con frutos comestibles, es el caso de la frutilla o fresa (Fragaria chiloensis var. chiloensis f. chiloensis) y calafate (Berberis buxifolia), que fueron y son recolectadas por los originarios y campesinos respectivamente. Estos bosques son únicos en el mundo por haberse desarrollado en un clima con veranos tan frescos (alrededor de 9 °C). La cobertura arbórea se extiende muy cerca de la punta más austral de Sudamérica. Los vientos son tan fuertes que áreas expuestas al viento los árboles crecen torcidos por la fuerza de los vientos, y la gente los denomina  "árboles-bandera" por la forma que necesitan tomar en su lucha contra el viento. La vegetación arbórea se extiende tan al sur como la Isla de los Estados, isla Navarino y el norte de Isla Hoste. A altitudes cercanas a los 500 m s. n. m. se pueden encontrar comunidades enanas de Nothofagus.
Los bosques de la isla han dejado de tener importancia local, han sido la fuente de árboles que han sido plantados en otras partes del mundo en lugares que tienen prácticamente el mismo clima pero que se encontraban originalmente desprovistos de árboles como las islas Feroe y archipiélagos cercanos; la mayor parte de las especies fueron recolectadas de los lugares más fríos de Tierra del Fuego en sitios principalmente colindantes con la tundra. Los fuertes vientos y fríos veranos no permitían el crecimiento de los árboles en Feroe de otras regiones del mundo, por lo que las especies fueguinas ahora son usadas como ornamentales, para formar cortinas contra-viento y para luchar contra la erosión causada por tormentas y el pastoreo.

## Fauna
Entre la fauna silvestre se reconocen las siguientes especies:
Tetrápodos: guanacos (que fueron de gran importancia para la economía de la cultura selknam), el culpeo fueguino o zorro colorado fueguino, el tuco-tuco (roedor), y el huillín (especie de nutria nativa) y roedores menores como lauchas y ratones. Entre la fauna introducida destacan el zorro chilla, el conejo de Castilla, la rata almizclera, el castor canadiense, y el visón americano. El castor, traído desde Canadá para influenciar la caza de este animal y la venta de sus pieles, ha producido un severo daño ecológico en la zona.
Pinnipedos: El litoral fueguino es frecuentemente visitado por lobos marinos, focas leopardo y elefantes marinos. Se reconocen numerosas colonias de los primeros, y algunas pocas de los dos últimos (elefantes marinos en Bahía Ainsworth y focas leopardo en la costa sur de Cordillera Darwin, en el canal Beagle).
Cetáceos: Algunas especies de misticetos y odontocetos circulan en los mares que rodean a la Isla Grande, entre ellos ballenas minke, ballena franca austral, toninas, orcas, cachalotes y ballenas piloto.
Aves: Entre las numerosas aves tanto de hábitat marino como terrestre, lacustre y palustre se pueden enumerar los cóndores, águilas, halcones, Becacinas, lechuzas, gorriones, zorzales, palomas, cauquenes, cormoranes, pingüinos (rey, de magallanes, de barbijo), ostreros o pilpilenes, macas o pimpollos, gaviotas, gaviotines, albatros, petreles, etc.
Reptiles: Solo se conoce una especie de reptil, la lagartija magallánica (Liolaemus magellanicus), que habita en la zona esteparia al norte del río Grande.
Anfibios: Apenas una especie habita en la isla, y solo en el sector chileno, es el sapito de tres rayas, siendo además el anfibio más austral del mundo.

## Clima

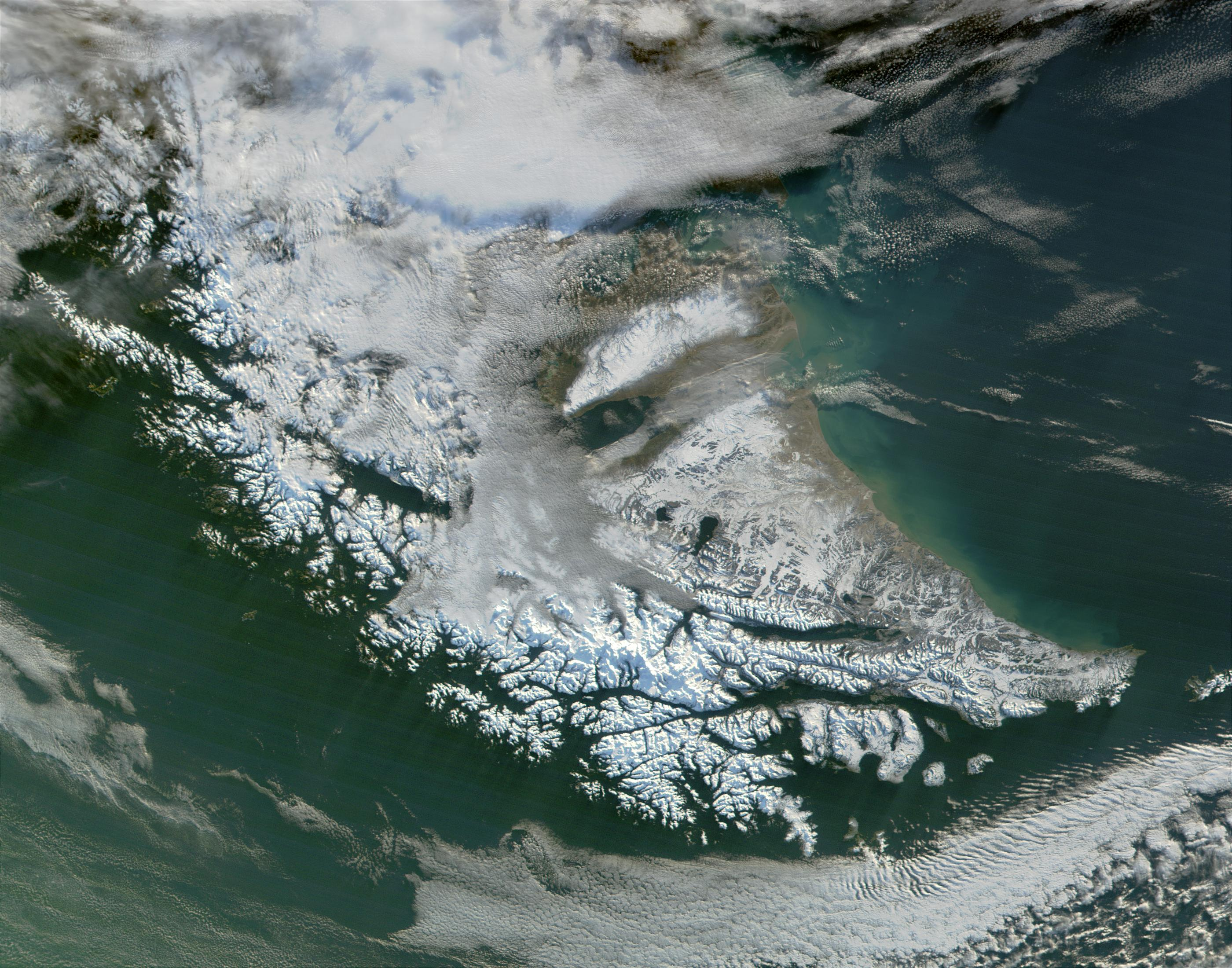
Imagen satelital de Tierra del Fuego durante el otoño del hemisferio sur.

El clima en esta región es bastante inhóspito. Es subpolar oceánico (clasificación climática de Köppen Cfc) con cortos y frescos veranos y largos, húmedos y fríos inviernos: el nordeste se caracteriza por fuertes vientos y poca precipitación; en el sur y oeste es muy ventoso, brumoso y húmedo la mayor parte del año y son pocos los días del año sin lluvia, aguanieve, granizo o nieve. En la Isla de los Estados, 230 km al este de Ushuaia recibe 1400 mm de lluvia. Las precipitaciones son más fuertes en el extremo oeste, 3000 mm anuales.
Las temperaturas son muy uniformes a lo largo del año: en Ushuaia y Porvenir apenas sobrepasan los 9 °C en verano y promedian 1 °C en invierno. Las nevadas pueden ocurrir en verano. Los fríos y húmedos veranos ayudan a preservar los antiguos glaciares. Las islas más australes poseen clima subantártico típico de tundra que hace el crecimiento de árboles imposible. La variación térmica anual aumenta ligeramente en el noreste : mientras que en Ushuaia la temperatura media en verano es 10,5° y en invierno 2° , en Río Grande es  de 11° en verano y 0° en invierno
Existen algunas áreas en el interior que tienen clima polar. Regiones en el mundo con climas similares a Tierra del Fuego son: islas Aleutianas, Islandia, península de Alaska e islas Feroe. Los inviernos son muy prolongados y rigurosos en los cuales son continuas las nevadas, durante los inviernos, cuando las temperaturas constantemente se sitúan bajo los -10 °C (10 grados centígrados o Celsius bajo cero) las horas de sol son escasas (amanece hacia las 9:30 y oscurece hacia las 17:00), la primavera suele poseer frecuentes lloviznas y ocasionales nevadas, los veranos son agradables aunque con temperaturas que apenas superan los 15 °C (excepcionalmente se han registrado algunos pocos días con temperaturas que frisaron los 30 °C), si en invierno las horas con sol son pocas, por contrapartida, durante el verano fueguino el sol sale temprano y recién se pone hacia las 22.30. Durante todo el año son frecuentes y fuertes los vientos (aulladores o bramadores) que soplan desde el cuadrante sudoeste trayendo aire frío y mucha humedad que se condensa y precipita en las cordilleras.

## Historia

### Pueblos originarios de Tierra del Fuego

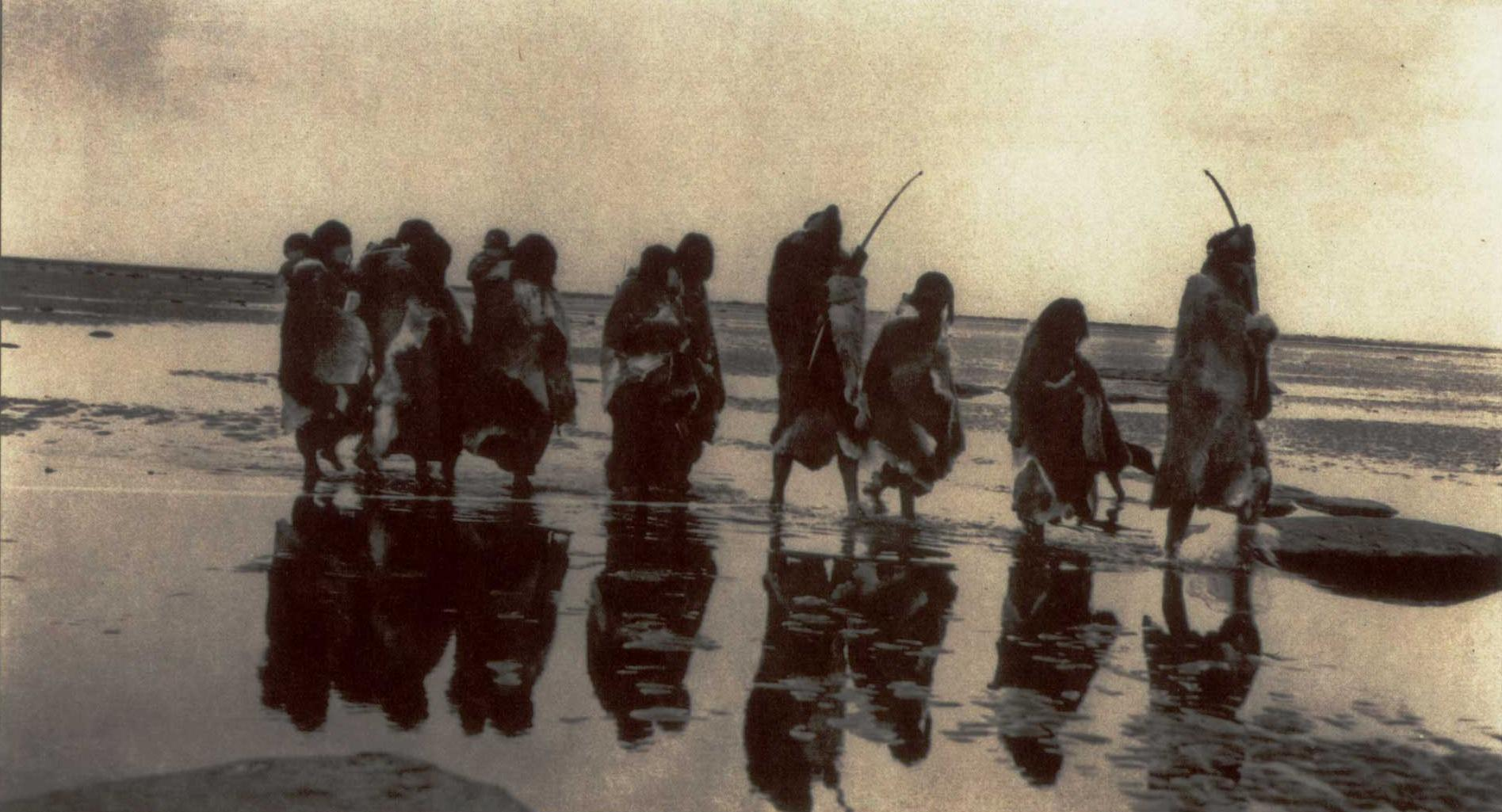
Una banda selknam, habitantes de las planicies del norte de la Isla Grande de Tierra del Fuego.

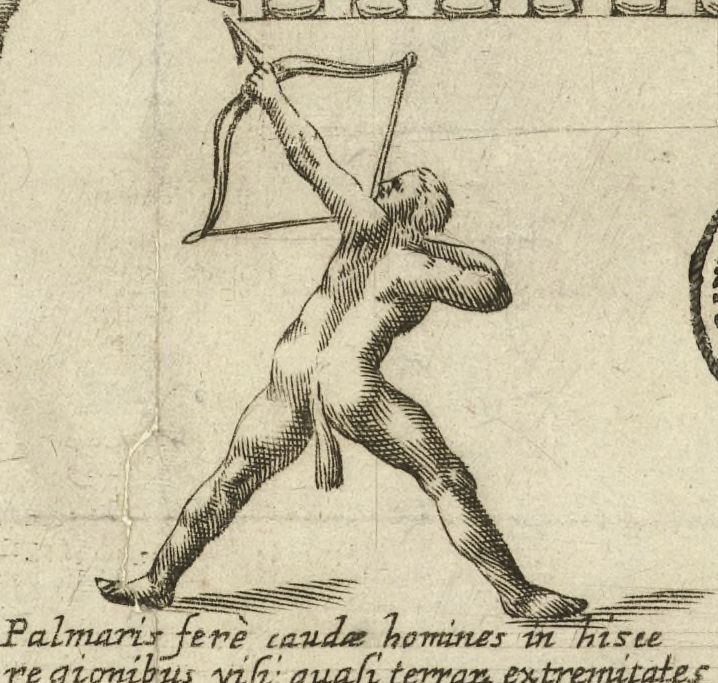
Fantásticos hombres con cola que el mapa de Alonso de Ovalle situaba como habitantes de Tierra del Fuego en 1646.

En cuanto a la población precolombina, el archipiélago fueguino ha estado habitado por el Homo sapiens sapiens desde hace unos 10 000 años.
El primer poblamiento fue obra de paleoamericanos, quienes habrían sido los antepasados de los yaganes, que habitaban principalmente la región oriental, y, quizás parcialmente, de los kawésqar, que ocupaban las abruptas y anfractuosas costas occidentales.
Hacia el siglo XIV, los selknam —una etnia del conjunto amerindio, del subconjunto pámpidos y del linaje de los tehuelches, también llamados «patagones»— ingresaron en Tierra del Fuego. Esta nueva población se instaló principalmente en la región esteparia, aproximadamente la mitad norte del archipiélago; los selknam, también llamados «onas» por los yaganes, llamaban a la isla Karukinka, 'nuestra tierra'. Posteriormente, un linaje del conjunto selknam accedió al extremo sureste del territorio y se mezcló con los yaganes, lo que dio origen a la etnia mánekenk, vulgarmente conocida como «haush» o «aush».
La población originaria de la isla fue erradicada forzosamente entre fines del siglo XIX e inicios del siglo XX, víctima de una campaña de exterminio llevada a cabo por los estancieros patagónicos en lo que se conoce como el genocidio selknam. La población indígena conforma una minoría actualmente en el archipiélago fueguino.

### Época colonial

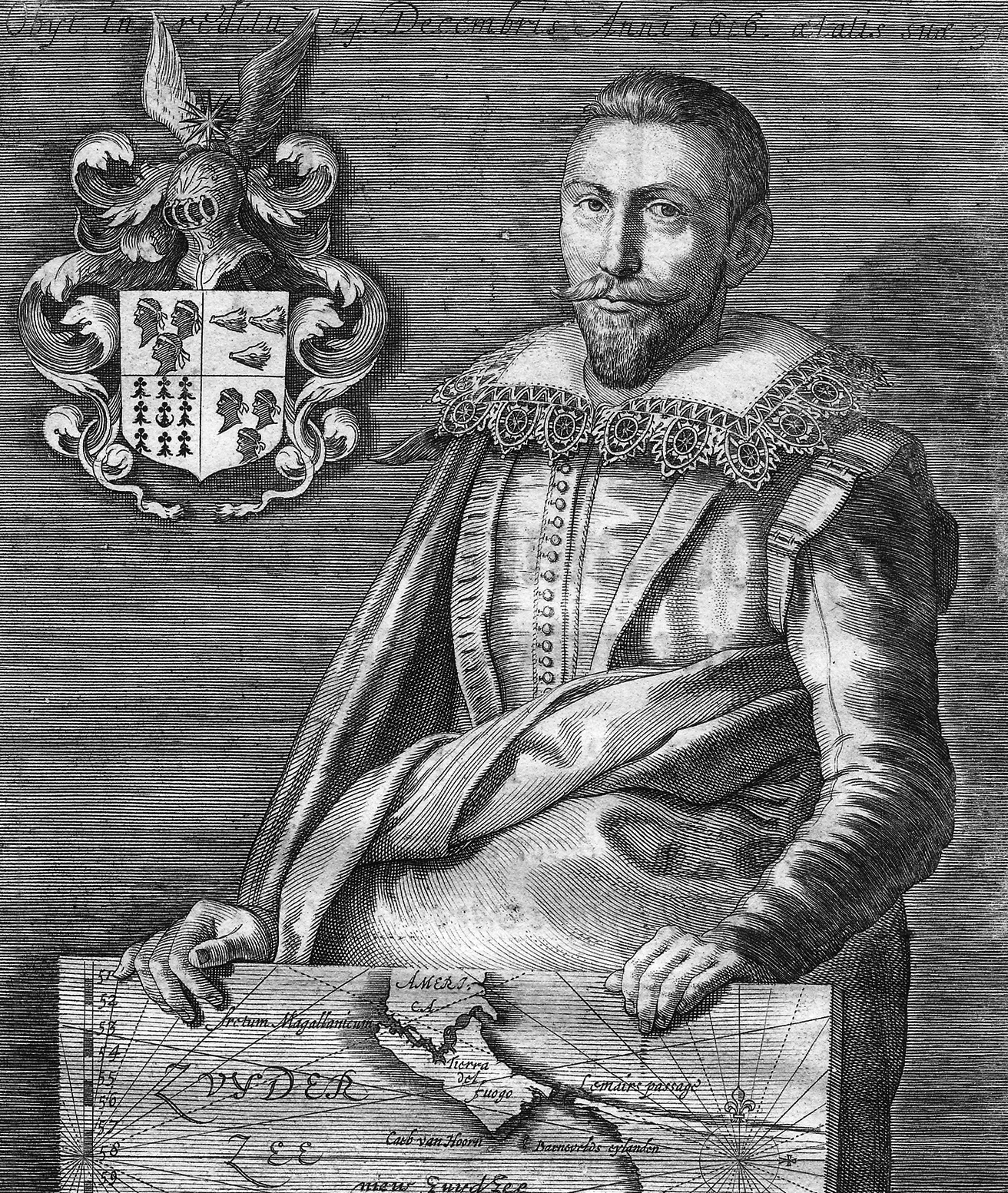
Jacob Le Maire en este retrato porta un mapa que le acredita su principal descubrimiento: el Estrecho de Le Maire separa la Isla Grande de Tierra del Fuego de la Isla de los Estados (de contornos aún desconocidos para Le Maire), en consecuencia aclara que Tierra del Fuego es una isla, no parte del hipotético continente llamada entonces Terra Australis Ignota

Los primeros europeos que tuvieron contacto con esta isla fueron los miembros de una expedición española al mando de Fernando de Magallanes, hacia el 21 de agosto de 1520. El nombre se atribuye a la visión que tuvieron de ella estos primeros marineros europeos que exploraron sus costas: desde sus barcos divisaban sorprendentes y constantes fogatas. Así, fue nombrada "Tierra de humos", nombre que Carlos I de España modificaría a "Tierra del Fuego".
Las hogueras eran la forma en que los originarios se protegían del frío austral, indígenas selknam (u onas, en yagán) y yámanas (o yaganes) que, a pesar del duro clima, apenas utilizaban ropa. Solo el fuego y su especial adaptación metabólica (temperatura corporal un grado superior a la nuestra) los mantenía calientes. Portaban hogueras encendidas incluso en las canoas de corteza de lenga, que utilizaban para pescar y cazar mamíferos marinos.
El 1 de noviembre de 1520, Magallanes y sus compañeros se adentraron en el estrecho que llamaron "De Todos Los Santos" (actualmente denominado Estrecho de Magallanes), e hicieron un reconocimiento de las costas septentrionales de la isla, creyendo que se trataba de una región litoral de la Terra Australis Incognita y no un conjunto insular de América. La travesía duró 19 días.
En 1525 Francisco de Hoces, al mando de la carabela San Lesmes, separado de la Expedición de García Jofre de Loaísa, descubrió el brazo de mar que separa la parte más meridional de América de las islas Shetland del Sur, y fue el primero en doblar el cabo de Hornos y descubrir el paso entre la Antártida y América (aunque no llegó a adentrarse en el Pacífico, pues regresó junto al resto de la expedición, que cruzaría el estrecho de Magallanes), todo ello según la relación que del viaje hizo Andrés de Urdaneta, aunque hay autores que han estudiado la imposibilidad de que Hoces y la San Lesmes llegasen tan al sur. Dicho paso se denomina en su honor «mar de Hoces» en España. Sesenta años después el inglés Francis Drake lo cruzó, por lo que se le denomina Paso o  el pasaje de Drake en Hispanoamérica, en el mundo anglosajón y en la cartografía internacional.
Hacia 1555 el español Juan de Alderete intentó una conquista de la Tierra del Fuego pero, igual que Pedro Sarmiento de Gamboa, debió desistir ante las inclemencias climáticas.

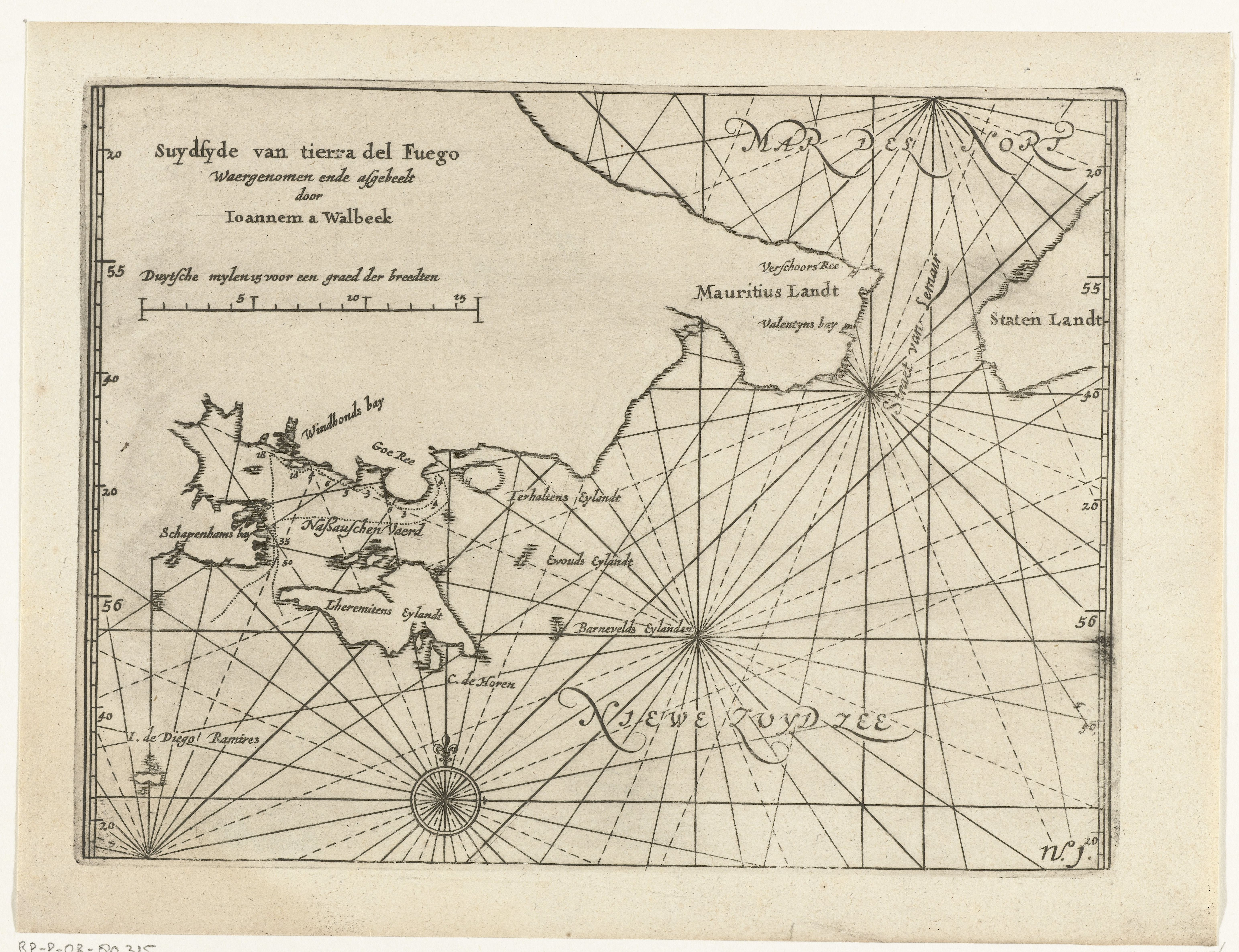
Sur de Tierra del Fuego observado y representado por Ioannem A. Walbeek

El 24 de enero de 1616 el neerlandés Jakob Le Maire de la expedición de hermanos Jan y Willem Schouten, descubre el estrecho de Le Maire y da nombre a la isla de los Estados. El 29 de enero descubren y pasan el cabo de Hornos al que llaman así en homenaje al barco Hoorn.
En 1619 los hermanos Bartolomé y Gonzalo García de Nodal circunnavegaron el archipiélago fueguino enviados por el rey Felipe III de España. El segundo volvió al estrecho de Le Maire en 1622 pero murió antes de lograr llegar a la Araucanía. El 10 de febrero de 1619 descubrieron las islas Diego Ramírez.
En 1620 el español Diego Ramírez de Arellano al confirmar que Tierra del Fuego no se trataba de un continente, sino de una isla, la rebautizó como "Isla de Xativa", en honor a Játiva, la ciudad donde había nacido.
En 1624, el neerlandés Jacques L'Hermite, regresando del Perú, dio nombre a las Islas Hermite y a la bahía Nassau y exploró Tierra del Fuego.
En 1643, el corsario neerlandés Hendrick circunnavegó la isla de los Estados demostrando que es una isla.
En 1765, se produjo en la caleta Falsa (sector argentino de la isla) el naufragio del buque Purísima Concepción, durante tres meses se estableció allí el primer asentamiento europeo en la isla, denominado Puerto Consolación. Los náufragos (193) fabricaron una embarcación que llamaron Nuestra Real Capitana San José y Las Animas y retornaron a Buenos Aires.
El 7 de diciembre de 1768, el gobernador de Buenos Aires envió una expedición a Tierra del Fuego por orden del Rey. Entre el 11 de diciembre de 1768 y el 21 de enero de 1769, la expedición del primer viaje de James Cook, al mando del HMB Endeavour, al Pacífico Sur recorrió la costa noreste de la isla en su travesía del estrecho de Le Maire para pasar al Pacífico rodeando el cabo de Hornos. Cook topografíó la costa de la isla, realizó perfiles de la misma y dio referencias muy exactas para la época de sus coordenadas. El paso del estrecho fue dificultoso. La expedición fondeó durante 5 días en la bahía Buen Suceso, en la península Mitre, para aprovisionarse de madera y agua antes de encarar el paso del cabo de Hornos hacia el océano Pacífico. Allí tuvieron contactos pacíficos con los nativos haush de los que tanto Cook como el naturalista Joseph Banks que formaba parte del equipo científico de la expedición, realizaron descripciones sobre su aspecto, vestimentas y formas de vida, y el dibujante Sydney Parkinson varias ilustraciones. Y una partida encabezada por Banks y el también naturalista Daniel Solander, se internaron en la zona para recolectar muestras de plantas y animales. Un cambio repentino de tiempo que hizo caer una nevada les obligó a pernoctar a la intemperie y dos de los criados de Banks murieron de hipotermia.

### Época republicana

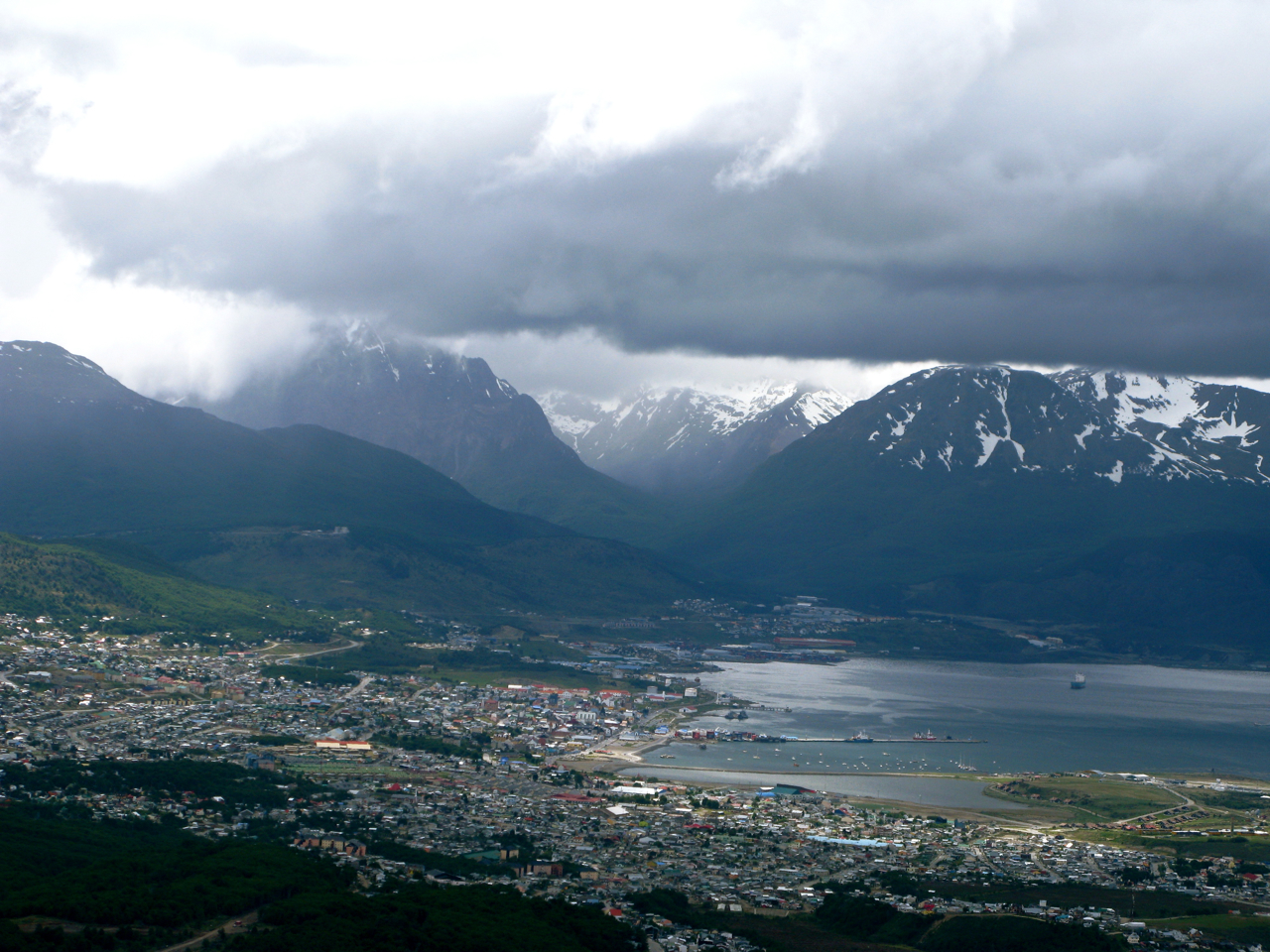
Ushuaia, capital de la provincia argentina de Tierra del Fuego.

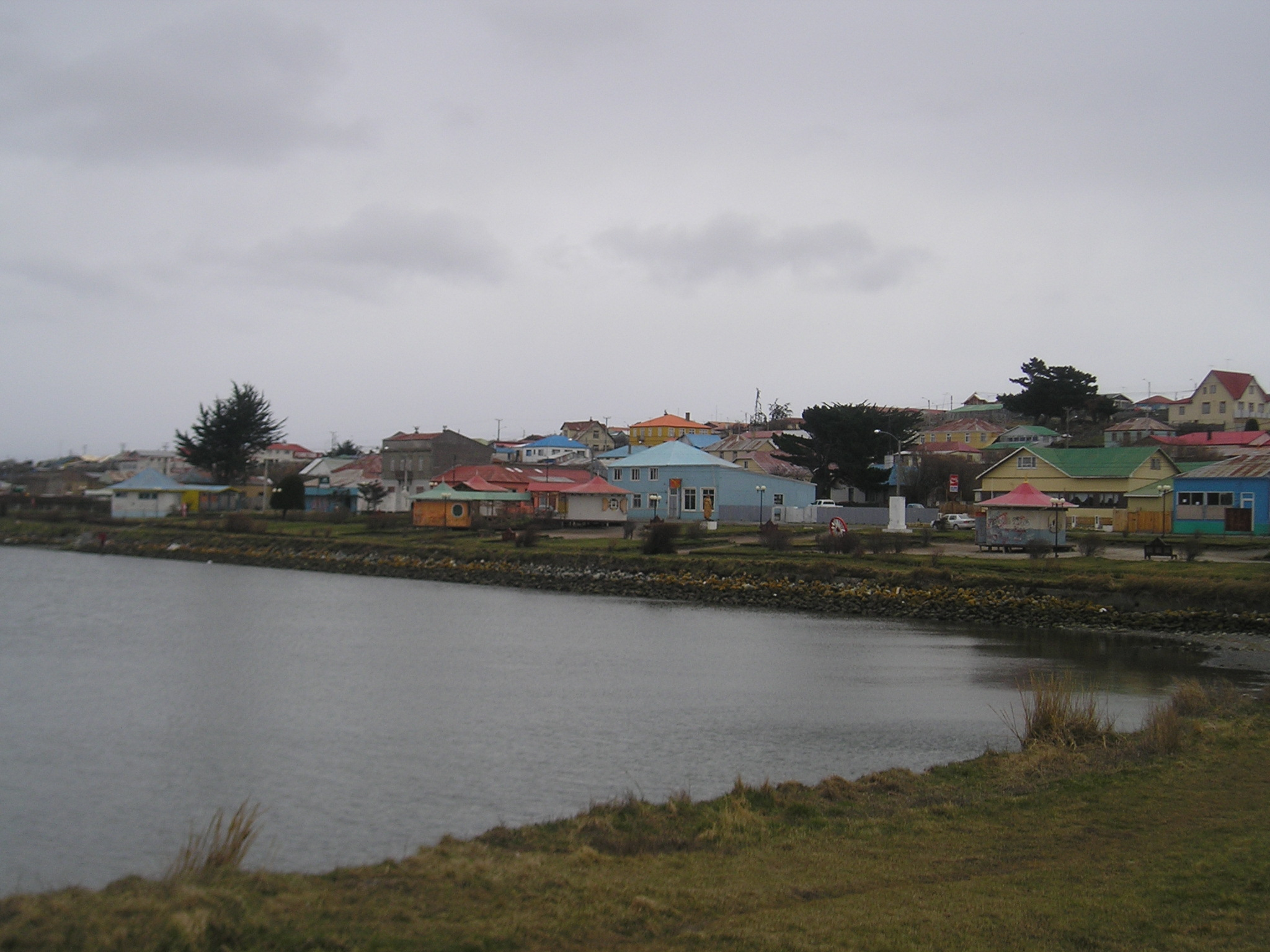
Porvenir, la capital chilena de Tierra del Fuego

Tras la independencia de Argentina y Chile, los dos nuevos estados discutieron largamente la soberanía sobre la isla. En julio de 1876 los cancilleres de ambos países, Bernardo de Irigoyen y Diego Barros Arana, dentro de un acuerdo general sobre las fronteras, decidieron dividir la isla con una línea imaginaria que separara el sector chileno, al oeste, del argentino, al este. La frontera convenida por ambos países en virtud del Tratado de Límites de 1881 y el Protocolo de Límites de 1893 se extiende desde el Cabo Espíritu Santo, en la boca del Estrecho de Magallanes, hasta el Canal de Beagle, siguiendo la longitud 68°34′ O.
Desde décadas antes (1840s) ya había comenzado el asentamiento de población europea y europeo-americana, iniciada con la introducción de misioneros anglicanos y más tarde de misioneros salesianos. Tras ellos llegaron los primeros estancieros, que iniciaron una campaña para erradicar a la población indígena.
En 1881 comenzaron a llegar a Tierra del Fuego buscadores de oro, que, tras algunas investigaciones, lograron hallar el preciado metal en la isla. La noticia se extendió rápidamente, dando paso a una fiebre del oro que atrajo numerosos inmigrantes europeos. Entre ellos llegó Julius Popper, que alcanzó a erigir un pequeño imperio minero, basado en cuestionados métodos, como el genocidio de la población autóctona.
La súbita riqueza aurífera permitió el establecimiento de las principales poblaciones urbanas, como Porvenir, en Chile, fundada en el año 1894. En el año 1884, en el sur de la Isla Grande, sobre el canal de Beagle, se estableció la Subprefectura de Ushuaia en la vecindad de la misión anglicana fundada en 1869. En el norte, se estableció en 1893 la misión salesiana sobre el Río Grande, a la vera del cual también comenzó a crecer un poblado ligado íntimamente a la actividad ganadera. En 1908 se fundó la localidad de Puerto Yartou.  El Poblado de Río Grande se fundó oficialmente como colonia agrícola de Río Grande recién en 1921.
En los últimos años del siglo XIX se crearon las primeras grandes estancias ovejeras de la isla, propiedad de compañías de capitales británicos, muchos de ellas provenientes de las islas malvinas, así como de las familias Menéndez y Bridges. Tanto Argentina como Chile colonizaron la isla grande de manera delegada, transfiriendo las tierras indígenas a empresas ganaderas que ejercieron una verdadera soberanía sobre la vida y la muerte de las personas. La corrupción y el racismo jugaron un papel clave en ello.